# Круговая оборона

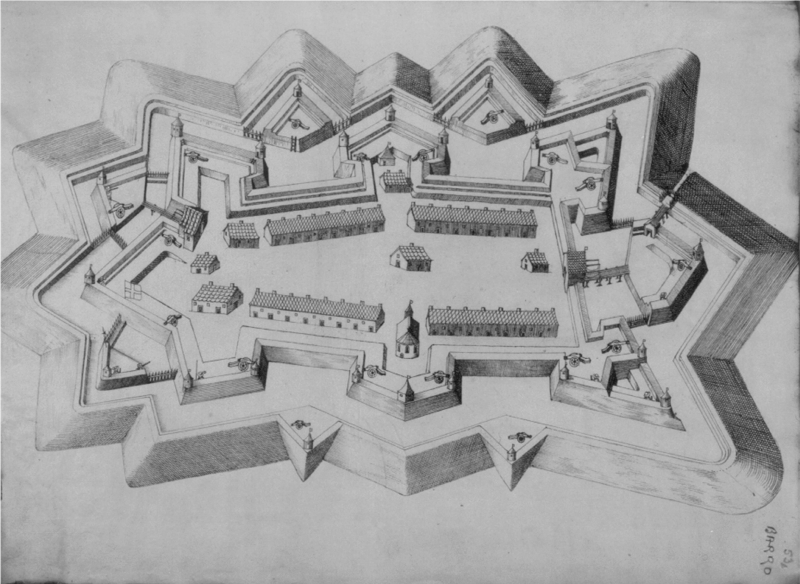
План укреплений бастионного форта XVI века, который имел возможность вести круговую оборону

Круговая оборона — вид обороны, который организуется с целью длительного удержания занимаемых позиций (опорных пунктов, занятых районов и тому подобное) при отражении атак со всех возможных направлений и при угрозе окружения противником.
Оборонительные позиции войсковых подразделений всегда должны предусматривать действия в условиях круговой обороны. Круговая оборона ротного опорного пункта или батальонного района обороны обеспечивается выгодным расположением боевых порядков на местности и организацией соответствующей системы огня, предусматривающей полосы огневого воздействия в стороны флангов и тыла. Кроме этого, перед вторым эшелоном или резервом подготавливаются задачи на выполнение манёвров или ведение огня в направлении тыла, устраиваются дополнительные ходы сообщения (траншеи) для занятия их в ходе боя и выставляются дополнительные ряды инженерных заграждений в тылу и на флангах опорных пунктов. Если идёт речь о круговой обороне на участке полка, то возможна организация контратак из глубины своих позиций, рубежей заградительного огня на стыках с соседями и в промежутках между опорными пунктами, обустройство отсечных позиций и так далее.
В армиях стран NATO в ситуациях позиционных боевых действий для ведения круговой обороны подготавливаются взводные/ротные опорные пункты и батальонные районы обороны, при этом учитывается необходимость создавать достаточную плотность огня на всех направлениях, где возможен прорыв сил противника. Находясь в боевом соприкосновении войсковые части могут действовать с открытыми флангами, обеспечивая взаимную огневую поддержку.